# Lowick (Northamptonshire)
Lowick – wieś w Anglii, w hrabstwie Northamptonshire, w dystrykcie (unitary authority) North Northamptonshire. Leży 30 km na północny wschód od miasta Northampton i 105 km na północ od Londynu. Miejscowość liczy 272 mieszkańców.